# Allocharopa legrandi
Allocharopa legrandi är en snäckart som först beskrevs av Cox 1868.  Allocharopa legrandi ingår i släktet Allocharopa och familjen Charopidae. Inga underarter finns listade i Catalogue of Life.